# Leslie Neufcœur
 (octobre 2020).
Leslie Neufcoeur, alias Leslie « La pêche » James, né le 27 juillet 1990 à Etterbeek (Bruxelles), est un pratiquant d'arts martiaux mixtes (MMA), 
Vice-champion du monde de kick-boxing et de Kempo, Champion de Belgique de Yoseikan Budo, Kempo et Full contact.

## Biographie
Leslie Neufcoeur nait à Etterbeek. Dès l'âge de 12 ans, il commence sa pratique des arts martiaux par le karaté. À l'âge de 14 ans, il commence la boxe anglaise et pratique pendant 4 ans ce sport qui lui permet de se canaliser. Il découvre ensuite le Yoseikan Budo, qui allie les traditions des arts martiaux et la modernité des sports de combat. Leslie obtient sa ceinture noire en 2015.  
Il commence la compétition et son professeur l'encourage à combattre dans plusieurs styles de combats différents. Il décroche plusieurs titres nationaux, réalise des podiums mondiaux et accumule 84 combats dans 9 styles de combats différents, notamment en Yoseikan Budo, Kempo, Full contact et kick boxing. Pendant cette période il commence le jiu-jitsu brésilien et obtient sa ceinture bleue.  
Il se dirige naturellement vers le MMA par la suite et commence à s'entrainer à la JacksonWink pour ensuite représenter l'équipe Red Kings en Belgique.
Il obtient par ailleurs un bachelier en tant qu'éducateur spécialisé en activités socio-sportives à la Haute École Léonard de Vinci.

## The Peach Pack
Avec son épouse, il crée l'association The Peach Pack, qui vise à décrire et analyser les différentes manières d'utiliser les arts martiaux à travers le monde pour le développement positif de la personnalité et venir en aide aux personnes en détresse. 
Ils partent faire un tour du monde des arts martiaux avec leur fils de 2 ans en 2019. 
Dans chaque pays visité, ils réalisent une vidéo sur leur chaine YouTube afin de faire découvrir les arts martiaux utilisés de manière éducative.
Depuis leur retour, ils partagent leurs connaissances, ils utilisent les arts martiaux comme outil éducatif avec des personnes toxicomanes, avec un handicap, des enfants réfugiés, des jeunes placés par le juge et en IPPJ. 
Le but de The Peach Pack est le développement positif de la personne par le biais des arts martiaux comme outil éducatif, thérapeutique et de restructuration sociale.